# Torremocha de Jadraque
Torremocha de Jadraque község Spanyolországban, Guadalajara tartományban. Torremocha de Jadraque Negredo, Cendejas de Enmedio, Medranda, Pinilla de Jadraque és Pálmaces de Jadraque községekkel határos. Lakosainak száma 23 fő (2024).

## Népesség
A település népessége az utóbbi években az alábbiak szerint változott:
| Lakosok száma | 17   | 19   | 19   | 24   | 36   | 28   | 25   | 21   | 20   | 23   |
|               | 2001 | 2004 | 2006 | 2009 | 2011 | 2014 | 2016 | 2019 | 2021 | 2024 |